# 马璧
马璧（1912年4月4日—1985年10月8日），字光奎、号默炉、退思楼，湖南湘潭人，中華人民共和国政治人物、外交家、哲学家、诗人。:51

## 生平

### 早年
1912年4月4日，马璧出生于湖南省湘潭县茶恩寺镇一个农民家庭。:511932年，马璧在小学教书。1933年，马璧开始写作生涯。在中国抗日战争期间，1942年马璧任湖南省政府教育厅专员；后曾任湖南省政府民政厅视察。马璧在中国文学、哲学、诗词方面造诣颇深，而且在美术、外文方面也有较高水平，曾拜齐白石为师学画。1946年，马璧任国防部新闻局专员。同年，获聘为中国国民党中央文化运动委员会美术委员会为委员。1948年，被程潜任用为长沙绥靖公署政工处专员、主任秘书。

### 跟隨國民政府去台灣
1949年，马璧去香港静观时局。:511951年，马璧赴台湾后，历任国防部总政治作战部新中国出版社编辑主任、特约研究委员，政工干校系主任，还曾任中国文化学院、辅仁学院等6所高等院校教授。:511977年自政治作戰學校退休后，又任台湾警备总司令部顾问、国防部总政治作战部特约研究员。

### 改革開放後回到大陸
1981年9月，全国人大常委会委员长叶剑英向中華民國政府发出九点建议。1981年11月3日，马璧叛逃到大陆。:51此后出任厦门大学台湾研究所研究员、厦门市孙中山研究会理事。:511981年11月20日，获增补为第五届全国政协委员，1982年12月23日获增补为第五届全国政协常委。:511983年，当选为第六届全国人大代表、全国人大常委会委员。1983年，参加中国国民党革命委员会，任中国国民党革命委员会中央常务委员。1982年12月，马璧受到邓小平的接见。
1983年4月，马璧秘密进入香港。晚年，他为湘潭筹建齐白石纪念馆费尽心力，曾为此抱病上书中共中央宣传部。在全国人民代表大会常务委员会任职期间，:51提出了著名的“有才便有能，多才便多能，无才便无能”的选拔人才观点。
1985年10月8日，马璧病逝于湖南省长沙市，享年73岁。骨灰安葬于北京八宝山革命公墓。胡耀邦、邓小平、赵紫阳、彭真、邓颖超、万里、习仲勋、杨尚昆、胡启立、陈丕显、王震、刘澜涛、程子华、彭冲、王任重、朱学范、周谷城、荣毅仁、杨静仁、钱昌照、费孝通、屈武等人以及全国人大常委会、全国政协、中共中央统战部、民革中央、台盟、台联和湖南省、长沙市、湘潭县的党政领导机关送了花圈。
官方悼词评价马璧说：“马璧在全国政协和全国人民代表大会常务委员会工作期间，对国内四化建设、人民教育、对外宣传工作提出了许多积极的建议。他孜孜不倦地劝慰在台湾的朋友、同事和学生不妨来大陆走走看看、亲自了解体会，为祖国统一大业立功。直到病重之际，他仍然深切怀念在台湾的故旧好友，盼望祖国统一大业早日实现。”

## 著作
- 《治安与富强之连锁政策》
- 《人生指南》
- 《真人生论》
- 《作文讲话》
- 《三民主义政治学》
- 《三民主义政治浅说》
- 《孙总理思想研究》
- 《人本论》台湾中学三民主义课本主编，大学联考考题
- 《孔子的思想研究》